# كريستال كاي
كريستال كاي (باليابانية: Crystal Kay ) (و. 1986  م) هي ممثلة، ومغنية، والأداء الصوتي في اليابان من اليابان، والولايات المتحدة، ولدت في يوكوهاما.
.

## التعليم
تعلمت في جامعة صوفيا.

## وصلات خارجية
- كريستال كاي على موقع IMDb (الإنجليزية)
- كريستال كاي على موقع ميوزك برينز (الإنجليزية)
- كريستال كاي على موقع أول ميوزيك (الإنجليزية)
- كريستال كاي على موقع ديسكوغز (الإنجليزية)
- كريستال كاي على موقع قاعدة بيانات الفيلم (الإنجليزية)
- كريستال كاي على موقع ANN person (الإنجليزية)

- كريستال كاي في قاعدة بيانات الأفلام على الإنترنت